# Ti West
Pour les articles homonymes, voir West.
Ti West, né le 5 octobre 1980 à Wilmington (Delaware), est un réalisateur, scénariste et producteur américain.
Auteur complet, puisqu'il est le plus souvent réalisateur, seul scénariste et même monteur de ses films, Ti West signe une œuvre qui évoque et rend hommage au cinéma de genre des années 1970 et du début des années 1980, que ce soit le film d'épouvante (The House of the Devil, The Innkeepers) ou le western (In a Valley of Violence). Il travaille aussi occasionnellement pour la télévision.

## Filmographie

### Comme réalisateur

#### Cinéma

##### Courts métrages et segments de films à sketches
- 2001 : Prey
- 2001 : The Wicked
- 2012 : The ABCs of Death (segment Mal accroché)
- 2012 : V/H/S (segment Second Honeymoon)

##### Longs métrages
- 2005 : The Roost
- 2007 : Trigger Man (film) (en)
- 2009 : Cabin Fever 2: Spring Fever
- 2009 : The House of the Devil
- 2011 : The Innkeepers
- 2013 : The Sacrament[1]
- 2016 : In a Valley of Violence
- 2022 : X
- 2022 : Pearl
- 2024 : MaXXXine

#### Séries télévisées
- 2015 : Scream - saison 1, épisode 9 : Le Bal (The Dance)
- 2015 : South of Hell - saison 1, épisode 7 : Take Life Now
- 2016 : Wayward Pines - saison 2, épisodes 4 (Exit Strategy) et 10 (Bedtime Story)
- 2017 : L'Exorciste - saison 2, épisode 3 : Unclean
- 2017 : Outcast - saison 2, épisode 5 : The Common Good
- 2019 : The Passage - saison 1, épisode 8 : You Are Not That Girl Anymore
- 2019 : Chambers - saison 1, épisode 3 : Bad Inside
- 2019 : The Resident - saison 3, épisode 4 : Belief System
- 2019 : Soundtrack - saison 1, épisodes 3 (Sam and Dante) et 5 (Dante and Annette)
- 2020 : Tales from the Loop - saison 1, épisode 7 (Ennemis)
- 2021 : Them - saison 1, épisodes 7 (Jour 7: Soir) et 10 (Jour 10)
- 2024 : Them - saison 2, épisode 8 (The Box)
- 2025 : Poker Face - saison 2, épisode 11 (Day of the Iguana)

### Comme acteur
- 2012 : You're Next d'Adam Wingard : Tarik